# コモド国立公園
コモド国立公園（コモドこくりつこうえん）はインドネシアの国立公園の一つ。1991年、ユネスコの世界遺産（自然遺産）に登録された。

## 概要
コモド国立公園は、小スンダ列島に位置し主要な3島のコモド島、リンチャ島、パダール島を含む、173.5km2の面積を有する公園である。世界最大のトカゲであるコモドオオトカゲが棲息していることで有名である。コモドオオトカゲは肉食性であり、普段は大人しいとされるが時に人間の様な大型哺乳動物を襲うこともある。西洋人が1911年に発見した時は、恐竜の生き残りと思われた。また、イルカやウミガメなどの他の希少生物も棲息している。
同国立公園は1977年にユネスコの生物圏保護区に登録された。生物圏保護区のうち70.2%は海域であり、造礁サンゴ、海綿、ホヤ、ウミガメ（アオウミガメ、タイマイ）、イルカ、クジラ（シロナガスクジラ、マッコウクジラ）、ジュゴン、ナマコ、メガネモチノウオ、ハタ類が生息している。陸上にはコモドオオトカゲのほか、哺乳類のルサジカ、カニクイザル、コモドネズミ、ジャコウネコや鳥類のオーストラリアツカツクリ、コバタン、トサカハゲミツスイなどが生息している。

## 登録基準
この世界遺産は世界遺産登録基準のうち、以下の条件を満たし、登録された（以下の基準は世界遺産センター公表の登録基準からの翻訳、引用である）。
- (7) ひときわすぐれた自然美及び美的な重要性をもつ最高の自然現象または地域を含むもの。
- (10) 生物多様性の本来的保全にとって、もっとも重要かつ意義深い自然生息地を含んでいるもの。これには科学上または保全上の観点から、すぐれて普遍的価値を持つ絶滅の恐れのある種の生息地などが含まれる。

## 他の登録地
- ンゴラン保護森林（Nggorang Protection Forests）
- ンベリリン保護森林（Mbeliling Protection Forests）
- ワイ・ムール自然保護区（Way Wuul Nature Reserve）
- ンブラク自然保護区（Mburak Nature Reserve）